# 미요시가오카역
미요시가오카역(일본어: 三好ヶ丘駅, みよしがおかえき)은 일본 아이치현 미요시시에 소재하는 나고야 철도 도요타선의 역이다. 역 번호는 TT03이다.

## 역 구조
상대식 승강장 2면 2선의 고가역이다. 개업 당초에는 무인역이었지만, 그 후 승객의 증가에 따라 역무원이 배치하게 되었다. 창구의 영업 시간은 6:00에서 22:00까지이고 그 이외에는 무인역으로 역 집중 관리 시스템에 의하여 도요타 시 역에서 원격 관리되고 있다. 도요타 시 방향에는 비전화의 유치선이 있고 보선 차량을 정박시키는 공간으로 이용되고 있다.

### 승강장
| 번호 | 노선        | 방향 | 행선                                        |
| ---- | ----------- | ---- | ------------------------------------------- |
| 1    | ■ 도요타 선 | 상행 | 도요타 시 방면                              |
| 2    | ■ 도요타 선 | 하행 | 아카이케・후시미・가미오타이・이누야마 방면 |

## 역 주변
- 도카이가쿠엔 대학 미요시 캠퍼스
- 도요타 스포츠 센터
- 사나게 컨트리클럽
- 미요시가오카 우체국
- 미요시 시립 미요시가오카 중학교
- 미요시 시립 미요시가오카 초등학교
- 도카이 의료 공학 전문학교
- 도카이 의료 복지 전문학교
- 아이치 현도 54호 도요타치류 선
- 나고야 교도소
- 도요타 통상 독신료 "The Wing"
- 가리욘 하우스
- 사나게 학원

## 역사
- 1979년 7월 29일: 개업.
- 1994년 4월 16일: 역무원 배치.
- 2003년 10월 1일: 트랜 패스 사용 개시에 따라 역 집중 관리 시스템 도입, 무인화.
- 2007년 3월 16일: 배리어 프리화 공사 완료. 휠체어 대응 엘리베이터 3기, 오스토 메이트 대응 화장실 신설.
- 2011년 2월 11일: IC카드 승차권 "manaca" 공용 개시.
- 2012년 2월 29일: 트랜 패스 공용 종료.

## 인접역
| 나고야 철도 ■ 도요타선      | 나고야 철도 ■ 도요타선 | 나고야 철도 ■ 도요타선     |
| --------------------------- | ---------------------- | -------------------------- |
| TT04 구로자사 아카이케 방면 |                        | 조스이 TT02 도요타 시 방면 |